# Крылова, Зоя Григорьевна
Зоя Григорьевна Крылова (17 января 1925, Ленинград — 27 ноября 2003, Москва) — юрист, специалист по гражданскому и арбитражному праву; выпускница юридического факультета МГУ имени Ломоносова (1946); доктор юридических наук с диссертацией об исполнении обязательств поставки в советском праве (1968); профессор кафедры гражданского права Иркутского государственного университета, профессор Российской экономической академии имени Плеханова (1973); лауреат премии «Фемида» (1996), член научно-консультативного совета Высшего Арбитражного Суда РФ.

## Работы
Зоя Крылова является автором и соавтором более ста научных публикаций, включая несколько монографий, учебников и учебных пособий; она специализируется, в основном, на проблемах гражданского и арбитражного процесса:
- Исполнение договора поставки. М., 1968;
- Правовое регулирование договора поставки. М., 1976;
- Ответственность по договору поставки. М., 1987.